# Neder-Silezisch voetbalkampioenschap 1928/29
In 1928/29 werd het achttiende Neder-Silezisch voetbalkampioenschap gespeeld, dat georganiseerd werd door de Zuidoost-Duitse voetbalbond. 
VfB Liegnitz werd kampioen en plaatste zich voor de Zuidoost-Duitse eindronde. De eindronde werd hervormd. Tien deelnemers bekampten elkaar en de vijf winnaars gingen naar de winnaarsgroep en de andere naar de verliezersgroep. Liegnitz verloor met 0:5 van Beuthener SuSV 09 en werd dan derde in de verliezersgroep. 

## Bezirksliga
| Plaats | Club                               | Wed. | W  | G | V  | Saldo | Ptn   |
| ------ | ---------------------------------- | ---- | -- | - | -- | ----- | ----- |
| 1.     | VfB Liegnitz                       | 16   | 14 | 2 | 0  | 68:11 | 30:2  |
| 2.     | FC Blitz 03 Liegnitz               | 16   | 10 | 2 | 4  | 45:30 | 22:10 |
| 3.     | DSC Neusalz                        | 16   | 9  | 3 | 4  | 47:35 | 21:11 |
| 4.     | SC Preußen 1911 Glogau             | 16   | 8  | 0 | 8  | 39:42 | 16:16 |
| 5.     | Vereinigte Grünberger Sportfreunde | 16   | 7  | 2 | 7  | 37:40 | 16:16 |
| 6.     | SpVgg 1896 Liegnitz                | 16   | 6  | 2 | 8  | 31:37 | 14:18 |
| 7.     | Vgt. Sportfreunde Preußen Wohlau   | 16   | 5  | 1 | 10 | 25:60 | 11:21 |
| 8.     | SC Jauer                           | 16   | 4  | 1 | 11 | 36:39 | 9:23  |
| 9.     | SpVgg Blau-Weiß Züllichau          | 16   | 2  | 1 | 13 | 14:48 | 5:27  |

|  | Kampioen                               |
|  | Deelname promotie/degradatie eindronde |

## 1. Klasse

### Gau Glogau
| Plaats | Club                            | Wed. | W  | G | V  | Saldo | Ptn   |
| ------ | ------------------------------- | ---- | -- | - | -- | ----- | ----- |
| 1.     | Glogauer SV 1921                | 18   | 15 | 1 | 2  | 63:22 | 31:05 |
| 2.     | Vgt. Grünberger Sportfreunde II | 18   | 12 | 1 | 5  | 61:39 | 25:11 |
| 3.     | VfB Deutsch Wartenberg          | 18   | 11 | 2 | 5  | 66:48 | 24:12 |
| 4.     | SC Preußen 1911 Glogau II       | 18   | 11 | 1 | 6  | 66:44 | 23:13 |
| 5.     | SC Kusser                       | 18   | 10 | 0 | 8  | 42:44 | 20:16 |
| 6.     | SV Primkenau                    | 18   | 7  | 1 | 10 | 35:42 | 15:21 |
| 7.     | DSC Neusalz II                  | 18   | 6  | 1 | 11 | 44:51 | 13:23 |
| 8.     | Sportfreunde 1924 Fraustadt     | 17   | 5  | 0 | 12 | 23:47 | 10:24 |
| 9.     | FC 1920 Freystadt               | 17   | 3  | 3 | 11 | 36:62 | 09:25 |
| 10.    | FV 1920 Grünberg                | 18   | 3  | 2 | 13 | 14:51 | 08:28 |

|  | Geplaatst voor eindronde |

### Gau Liegnitz
| Plaats | Club                      | Wed. | W | G | V | Saldo | Ptn   |
| ------ | ------------------------- | ---- | - | - | - | ----- | ----- |
| 1.     | SC Schlesien Haynau       | 10   | 7 | 2 | 1 | 42:08 | 16:04 |
| 2.     | Liegnitzer BC             | 10   | 4 | 5 | 1 | 16:18 | 13:07 |
| 3.     | VfB Liegnitz II           | 10   | 3 | 4 | 3 | 19:18 | 10:10 |
| 4.     | SpVgg 1896 Liegnitz II    | 10   | 3 | 4 | 3 | 14:23 | 10:10 |
| 5.     | SVgg Lüben                | 10   | 2 | 2 | 6 | 11:24 | 06:14 |
| 6.     | FC Blitz 1903 Liegnitz II | 10   | 1 | 1 | 8 | 10:21 | 03:17 |

|  | Geplaatst voor eindronde |

### Gau Wohlau
| Plaats | Club                         | Wed. | W | G | V | Saldo | Ptn   |
| ------ | ---------------------------- | ---- | - | - | - | ----- | ----- |
| 1.     | Jugendverein Wohlau-Süd      | 8    | 5 | 1 | 2 | 30:14 | 11:05 |
| 2.     | VfB 1921 Herrnstadt          | 8    | 4 | 1 | 3 | 12:23 | 09:07 |
| 3.     | SVgg 1920 Guhrau             | 8    | 3 | 2 | 3 | 27:23 | 08:08 |
| 4.     | SV 1926 Raudten              | 8    | 4 | 0 | 4 | 19:18 | 08:08 |
| 5.     | Vgt. Spfr. Preußen Wohlau II | 8    | 2 | 0 | 6 | 09:19 | 04:12 |

|  | Geplaatst voor eindronde |

### Eindronde
| Plaats | Club                    | Wed. | W | G | V | Saldo | Ptn   |
| ------ | ----------------------- | ---- | - | - | - | ----- | ----- |
| 1.     | SC Schlesien Haynau     | 2    | 2 | 0 | 0 | 09:01 | 04:00 |
| 2.     | Glogauer SV 1921        | 2    | 1 | 0 | 1 | 00:03 | 02:02 |
| 3.     | Jugendverein Wohlau-Süd | 2    | 0 | 0 | 2 | 01:06 | 00:04 |

|  | Geplaatst voor promotie/degradatie eindronde |

## Promotie/degradatie eindronde
| Plaats | Club                      | Wed. | W | G | V | Saldo | Ptn   |
| ------ | ------------------------- | ---- | - | - | - | ----- | ----- |
| 1.     | SC Schlesien Haynau       | 4    | 3 | 0 | 1 | 13:04 | 06:02 |
| 2.     | SC Jauer                  | 4    | 3 | 0 | 1 | 16:05 | 06:02 |
| 3.     | SpVgg Blau-Weiß Züllichau | 4    | 0 | 0 | 4 | 03:23 | 00:08 |

|  | Play-off   |
|  | Degradatie |

Plya-off eerste plaats
|              |          |       |                     |          |
| 30 juni 1929 | SC Jauer | 2 – 1 | SC Schlesien Haynau | Liegnitz |
| 30 juni 1929 |          |       |                     | Liegnitz |